# Секс в большом городе (сезон 6)
«Секс в большом городе» (англ. Sex and the City) — популярный американский сериал кабельного телевидения, широко транслировавшийся во многих странах мира, в том числе и в России. Сериал снят в формате эпизодов продолжительностью от 25 до 35 минут в 1998—2004 годах и повествует о любовных и сексуальных похождениях четырёх подруг в возрасте около 30 в начале сериала и 40 к его окончанию, разных по характеру и темпераменту, но объединённых свободными взглядами на жизнь в динамичной атмосфере Нью-Йорка.
Помимо сюжетных линий, непосредственно затрагивающих аспекты сексуального и любовного характера в сериале также отражены основные общественные, политические, экономические и культурные веяния того времени. В частности, на примере жизни героев сериала можно легко проследить за историей развития интернета и мобильной связи (стремительная популяризация которых началось как раз на рубеже 1990-х и 2000-х годов). Сериал также затрагивает такие не популярные для того времени темы, как однополые семьи, рак, импотенция и мастурбация. В одном из эпизодов сериала в роли камео присутствует будущий президент США Дональд Трамп.
В 2008 году состоялась премьера полнометражного кинофильма «Секс в большом городе», основанного на сериале. Сериал был снят на основе одноимённой газетной колонки Кэндес Бушнелл.

## Сюжет
Кажется, что любовь найти невозможно. Последний возлюбленный Кэрри — писатель Джек Бергер — сбегает от неё, оставив прощальную записку. Шарлотта полна решимости женить на себе Гарри, но для этого ей сначала необходимо стать иудейкой; Саманта, кажется, влюбляется в молодого актёра Джареда Смита (Джейсон Льюис), хотя пытается всячески отогнать от себя мысли о романтике и прочей банальности, а Миранда, желая забыть о Стиве, заводит роман с очаровательным доктором Лидсом (Блэр Андервуд). А Кэрри встречает новую любовь — русского художника, прославленного Александра Петровского (Михаил Барышников), а Мужчина её мечты, тем временем, понимает, что любит Кэрри.
Шарлотта выходит замуж за Гарри по всем традициям еврейского народа и в лучших традициях закона Мёрфи. А где-то там, на южном побережье Тихого океана, ждёт своих приёмных родителей их маленькая дочь.
Саманта побеждает в борьбе с раком груди и оставляет за собой эксклюзивные права на преданного Смита Джерада.
Миранда признается в любви Стиву и, забывая обо всех своих предубеждениях, выходит за него замуж. Вот то, что никогда не должно было с ней случиться: скромное венчание в маленьком уютном парке, медовый месяц и дом в Бруклине.
Русский художник увёз Кэрри в Париж и оставил одиноко бродить по городу её мечты. Такой наряд не пришёлся ей в пору. Париж без любимого оказался просто большим городом, а для счастья нужен большой город, который и есть «Любимый», который и есть «Тот самый — единственный». Кэрри встречает в Париже Мистера Бига, и они отправляются в Нью-Йорк. Кэрри и Мужчина Её мечты всё ещё вместе.

## Приглашённые звёзды
- Крис Нот — Мужчина Её Мечты
- Михаил Барышников — Александр Петровский
- Рон Ливингстон — Джек Бергер
- Дэвид Эйгенберг — Стив Брэйди
- Блэр Андервуд — Доктор Роберт Лиддс
- Джейсон Льюис — Смит Джерад
- Эван Хэндлер — Гарри Голденблат
- Уилли Гарсон — Стэнфорд Блэтч
- Марио Кантоне — Энтони Марантино
- Лин Коэн — Магда
- Энн Мира — Мэри Брэйди
- Шон Палмер — Маркус
- Кэндис Бёрген — Инид Мид из Вог
- Джон Корбетт — Эйдан Шоу
- Джеймс Ремар — Ричард Райт
- Кароль Буке — Джульетт
- Beth Lapides — Девушка из инсталляции
- Джери Халлиуэлл — Фиби
- Дженнифер Кулидж — Виктория
- Виктор Уэбстер — Чип Килкини
- Дэвид Духовны — Джереми

## Эпизоды
| № общий | № в сезоне | Название                                                                       | Режиссёр          | Автор сценария                   | Дата премьеры    | Зрители в США (млн) |
| --- | ---------- | ------------------------------------------------------------------------------ | ----------------- | -------------------------------- | ---------------- | ------------------- |
| 75 | 1          | «Рынок акций — ярмарка невест» «To Market, to Market»                          | Майкл Патрик Кинг | Майкл Патрик Кинг                | 22 июня 2003     | 7.30                |
| Кэрри наконец удаётся условиться о свидании с коллегой-писателем Джеком Бергером, чему она несказанно рада, хотя в то же время и очень нервничает. Она боится, что все испортит неудачным началом (ведь первое свидание задаёт тон всему роману), обрекая перспективные отношения на провал. Подруги советуют Кэрри устроить проверочное свидание с другим мужчиной, чтобы успокоить нервы и сгладить сложившуюся ситуацию. Тем временем Шарлотта находится в сложном положении. Несмотря ни на что, она без памяти влюбляется в Гарри. Однако он не может воспринимать их отношения всерьёз, поскольку она не еврейка. Шарлотта использует все доступные ей средства, чтобы переубедить его (даже заговаривает об этом в приступе страсти), но Гарри отказывается идти на компромисс. А все потому, что он пообещал матери, когда та умирала, что женится непременно на еврейке. Позднее Шарлотта начинает обдумывать возможность принять иудаизм ради Гарри. Влюблённые обсуждают планы. Гарри говорит, что вполне может смириться с тем, что у Шарлотты не будет детей. Она понимает, что он, вероятно, и есть тот самый, единственный, которого она ждала всю жизнь. У Миранды по-прежнему много забот. Кроме того, она наконец признается самой себе, что любит Стива. После длительных самокопаний она решает сказать ему об этом за ужином. Но Стив опережает её и разбивает все её надежды откровенным признанием: он встречается с женщиной. Настроение у Миранды, естественно, портится. Она решает оставить свои чувства при себе. У Саманты, как обычно, проблем с мужчинами нет. Она легко и быстро соблазняет своего нового соседа Чипа, успешного биржевого брокера. Отношения с Чипом приносят свои дивиденды: во время близости он даёт Саманте дельные биржевые советы. Выясняется, что Чип даёт советы не только ей. В один прекрасный момент в квартиру врываются агенты ФБР, прервав интимную сцену, чтобы арестовать Чипа за незаконное разглашение внутренней информации. Кэрри идёт на проверочное свидание с дизайнером-графиком Вилли Эпплгейтом, но оно не удаётся: Вилли в глаза попадает уксус, на голову прямо в кафе садится голубь, в конце концов Вилли падает со стула, роняя при этом и столик. Все произошедшее ещё больше нервирует Кэрри в преддверии свидания с Бергером. Днём она гуляет, беседует с Мирандой и вдруг замечает Бергера. В панике она убегает, чтобы не встретиться с ним, и сталкивается с Эйданом, у которого на руках новорождённый сын Тэйт. Оба ощущают неловкость и с трудом подыскивают слова. Однако Кэрри понимает: если они с Эйданом сумели пережить свой разрыв, значит, что бы она ни сделала на первом свидании, это всегда можно исправить или пережить. Она звонит Бергеру, они встречаются. Первое свидание удаётся на славу. |            |                                                                                |                   |                                  |                  |                     |
| 76 | 2          | «Секс моей мечты» «Great Sexpectations»                                        | Майкл Патрик Кинг | Синди Чупак                      | 29 июня 2003     | 5.82                |
| Отношения Кэрри и Джека благополучно развиваются. Первые свидания проходят замечательно. Они не стесняясь демонстрируют свои чувства на людях. Во время ночи несколько флегматичного секса Кэрри обнаруживает, что эта страсть не распространяется на постель. Тем временем Саманта приводит подруг в ресторан сырой еды и обнаруживает, что хочет нечто, не указанное в меню, - симпатичного официанта. Но не она одна заинтересовалась этим красавчиком. Несколько дней спустя Саманта заявляется в ресторан поздно вечером с намерением задержаться до закрытия, чтобы увести официанта домой. Через несколько часов томительного ожидания и четырёх блюд сырой еды она, наконец, получает своего официанта и убеждается в том, что его стоило так долго ждать. Надеясь залатать сердечную рану после разочарования со Стивом, Миранда находит новую любовь ТиВо (приставка к телевизору, которая автоматически записывает ваши любимые программы, даже если время их выхода в эфир изменилось). Однако ей по-прежнему не везёт. Магда ломает этот замечательный прибор, и Миранда снова в одиночестве. Миранда тщетно пытается починить ТиВо до тех пор, пока не появляется Стив. Легко починив приставку, он параллельно воспламеняет уже уснувшие чувства Миранды к нему. Решив, что Гарри и есть её идеальный мужчина, Шарлотта заявляет, что собирается принять иудаизм. Но проще сказать, чем сделать. Все её попытки встретиться с раввином заканчиваются ничем. Гарри объясняет, что отказ раввина - обычное дело: раввин должен убедиться в серьезности намерений. Шарлотта решает доказать, что это так, но все портит, случайно разбив менору (священная вещь) в доме раввина. Он прощает её неловкость и предлагает поговорить. Сексуальная жизнь Кэрри и Бергера остаётся спокойной. Разочарование и напряжение растут между ними с каждым часом. В конце концов они решают выпить, чтобы расслабиться. Но алкоголь приводит не к ожидаемой бурной страсти, а к бессознательному состоянию. Проснувшись на следующее утро, Кэрри и Бергер наконец признаются друг другу в том, что у них есть проблемы. Они ложатся в постель, где наконец у них все получается. |            |                                                                                |                   |                                  |                  |                     |
| 77 | 3          | «Идеальный подарок» «The Perfect Present»                                      | Дэвид Френкель    | Дженни Бикс                      | 6 июля 2003      | 6.95                |
| Покончив с проблемами в постели, Кэрри и Бергер переходят на следующую ступень отношений: Кэрри впервые приходит в квартиру Бергера. Она приятно удивлена тем, что жилище не похоже на логово холостяка. Но она напугана тем, что он пользуется её визитом, чтобы поговорить о бывшей девушке. После бессонной ночи Кэрри идёт с подругами на сумочную вечеринку одной своей знакомой. В окружении её авторских сумочек, украшенных бусинками и мехом, девушки задаются вопросом: какая информация о прошлых отношениях твоего молодого человека является лишней? Появление безымянного официанта Саманты способствует развитию вечера в несколько ином направлении. Когда Саманту застукивают с ним за кухней в компрометирующий момент, его увольняют, а чувствительная хозяйка вечеринки объявляет, что празднику конец. Несколько дней спустя Саманта пытается загладить свою вину перед ним, предлагая ему чаевые в размере 300 долларов. Но он, оскорбившись, отказывается. Поговорив с Кэрри, Саманта приходит к выводу, что единственный способ все уладить, - накрыть стол и обслужить его. Спектакль удается на славу. Официант раскрывает своё имя - Джерри. Миранде оказывается очень трудно смириться с тем, что у Стива есть другая женщина. По некоторым признакам она понимает: его отношения бурно развиваются, особенно в постели. Миранда продолжает скрывать свои чувства к нему и наставляет Стива речами о том, как важно сосредоточиться на ребёнке. Тем временем Шарлотта усердно продолжает курс ускоренного обучения иудейской вере. Однако у неё появляются серьёзные сомнения, когда она понимает: приняв иудаизм, ей придётся отказаться от некоторых привычек и традиций. Решив не быть вегетарианкой, которая ест мясо, она планирует в последний раз в жизни отметить Рождество, несмотря на то, что на дворе июль. После трогательной беседы с Гарри она приходит к выводу: воспоминания, от которых она откажется, возможно, окажутся ничем по сравнению с теми, которые она приобретёт. Окончательно убедившись в верности своего шага, Шарлотта переходит в иудаизм. После сеанса воспоминаний с сексуальным оттенком вместе с Мужчиной Её Мечты (мистером Бигом) и бурной реакции Бергера на сообщение, оставленное его бывшей подружкой на автоответчике, Кэрри продолжает размышлять над вопросом: можно ли идти в будущее, если твоё прошлое является твоим настоящим? Во время ещё одной бессонной ночи Кэрри наконец решает нарушить молчание. Они с Бергером делятся друг с другом воспоминаниями о прошлых отношениях. Успокоившись относительно бывших подружек Бергера, Кэрри понимает, что пришло время покончить с прошлым, и звонит Бигу. Они решают остаться друзьями. Кэрри сосредотачивается на своих новых серьёзных отношениях. |            |                                                                                |                   |                                  |                  |                     |
| 78 | 4          | «Обиды и обидки» «Pick-A-Little, Talk-A-Little»                                | Дэвид Френкель    | Джули Роттенберг и Элиза Зурицки | 13 июля 2003     | 6.60                |
| Кэрри приглашает Бергера на ужин с подругами. За столом завязывается непринуждённая беседа, которой вскоре приходит конец, когда Бергер даёт Миранде совет относительно её личной жизни. Миранде не очень приятно слушать советы постороннего человека, но в конечном итоге подруги проникаются к нему уважением и отдают должное за откровенность и прямоту. Вернувшись после ужина, Кэрри и Бергер впервые признаются друг другу в любви. Оба безумно счастливы. Но их счастье длится недолго. Бергер даёт Кэрри почитать написанную им книгу «Ураган Пандора». Кэрри одобряет его стиль и слог, но мягко критикует за то, что главная героиня его книги, девушка из Нью-Йорка, стягивает волосы в хвост тряпочной резинкой. По её мнению, такие в этом городе не водятся. Бергер неадекватно реагирует на её критику, закрывается и становится подчеркнуто холоден. Тем временем интимная жизнь Саманты и Джерри бурлит как кипящий котел. Они проводят много времени в спальне, воплощая разнообразные фантазии и разыгрывая целые спектакли: Джерри играет роль налогового инспектора, врача. Впрочем, последней сценой любого сценария неизменно остаётся постельная. Разыгрывая одну из сценок в баре, Саманта неожиданно узнаёт, что Джерри - алкоголик и в данный момент лечится. Саманта прекращает свои театральные эксперименты с Джерри. Но вскоре он приходит к ней и все объясняет. Она прощает его и соглашается примириться с его прошлым. Но его фамилия, Джеррод, не приводит её в восторг. Миранда пытается применить в повседневной жизни теорию Бергера о мужчинах (например, постулат о том, что в словах мужчин никогда нет скрытого подтекста). Однако это имеет неприятные последствия. Миранда идет на свидание и принимает недомогание спутника за благовидный предлог, чтобы отделаться от неё. Она решает, что неинтересна ему. Новообращённая еврейка Шарлотта с радостью начинает новую жизнь: употребляет слова на идиш, готовит обильный ужин для их первого с Гарри совместного шаббата (еженедельный еврейский праздник, начинается в пятницу вечером, заканчивается вечером в субботу). Тем не менее Гарри заявляет, что хочет посмотреть игру по телевизору во время традиционного зажжения свечей, что приводит к серьёзной ссоре. Шарлотта требует, чтобы Гарри немедленно сделал ей предложение, но вместо этого он уходит из её квартиры, увеличив количество одиноких евреек в Нью-Йорке на одну. Напряжённость между Кэрри и Бергером достигает наивысшей отметки в баре на Манхэттене, когда он замечает женщину, волосы которой стянуты в хвост тряпочной резинкой. Бергер радуется своей победе над Кэрри, но тут же выясняется, что женщина приехала в Нью-Йорк из Джорджии. Проводив Кэрри до дома, он решает не подниматься к ней. Но им обоим не хочется расставаться, поэтому они решают поговорить и во всем разобраться. Бергер признается, что все ещё переживает из-за финансового провала его книги и именно в этом крылась истинная причина его дурного настроения в последнее время. Покончив с недомолвками, они мирятся. Их отношения снова становятся хорошими. |            |                                                                                |                   |                                  |                  |                     |
| 79 | 5          | «Свет, Камера, Играем в любовь» «Lights, Camera, Relationship»                 | Майкл Энглер      | Майкл Патрик Кинг                | 20 июля 2003     | 6.43                |
| Чтобы отпраздновать успех своей книги, Кэрри приглашает Бергера на показ модного дома Prada. Сначала Бергер чувствует себя не в своей тарелке, но, выпив несколько бокалов шампанского, совершенно расслабляется. Но никакой алкоголь не может помочь ему справиться с потрясением, когда он видит цену на рубашке, купить которую его уговаривает Кэрри. За обедом Кэрри рассказывает ему об успехах своей книги и дарит ту самую рубашку. Бергер ужасно смущён. Позднее случайная встреча с Кортни, редактором Кэрри, приносит неприятные новости: во-первых, Кортни уволили из-за низких продаж в её секторе, во-вторых, издатели решили не иметь дела с Бергером. Кэрри чувствует себя виноватой из-за того, что хвалилась своими успехами перед бедным Бергером, да ещё купила ему дорогую рубашку, что могло быть унизительно для него. Бурные отношения Саманты и Джерри развиваются. Она даже едет в Бруклин, чтобы увидеть его игру на сцене (Джерри — начинающий актёр). Спектакль под названием «Полнолуние» оказывается безумно скучным до того момента, как на сцену выходит Джерри. После спектакля, развлекаясь с ним в постели, Саманта решает помочь ему стать «самым большим открытием этого сезона» в Нью-Йорке. Она собирается приложить все усилия, но только при условии, что он возьмёт псевдоним Смит Джеррод (вместо Джерри Джеррод). Однако дела в отношениях с мужчинами у Миранды и Шарлотты идут не так хорошо, как у Саманты. Шарлотта все ещё переживает из-за Гарри. А чувства Миранды к Стиву с каждым днём все сильнее. Шарлотта идёт к Энтони за советом, но даже ему не удаётся поднять ей настроение. Пытаясь вернуть расположение Стива, Миранда неожиданно для самой себя соглашается испечь кексы для его подружки Дэбби. Благодаря усилиям Саманты официальная премьера «Полнолуния» становится самым шумным событием в городе. Кэрри приглашает Бергера. Он приезжает за ней на мотоцикле, чем повергает её в шок. Кэрри переживает, что испортит причёску. Но когда они несутся на бешеной скорости по Бруклинскому мосту, она понимает, что растрёпанные волосы — это ещё не так страшно. Остановившись наконец, они начинают ругаться. После откровенного разговора все улаживается. Однако перед входом в театр Бергер поворачивается и уходит, оставив Кэрри одну. Спектакль имеет оглушительный успех (в основном благодаря Смиту), а вот будущее отношений Кэрри и Бергера под вопросом. |            |                                                                                |                   |                                  |                  |                     |
| 80 | 6          | «Прыг-скок» «Hop, Skip And A Week»                                             | Майкл Энглер      | Эми Б. Харрис                    | 20 июля 2003     | 6.34                |
| Кэрри поручают серьёзную миссию: её выбирают присяжной. Она пытается отказаться от исполнения гражданского долга, но ничего не получается. Но это наименьшая из её проблем. Её отношения с Бергером день ото дня все сложнее. Их невинное подшучивание друг над другом перерастает в злобные выпады. После неудачного свидания Кэрри и Бергер решают расстаться на неделю. Они не единственная пара, отношения которой дали трещину. У Миранды проблемы с малышом Бреди. Карьера отнимает у неё все больше времени, а Бреди начинает думать, что его мать - Магда, поскольку настоящей матери никогда нет дома. В один прекрасный миг Миранда понимает, что дальше так нельзя. Поэтому она решает сократить количество рабочих часов до 50, максимум 55, в неделю. Разумеется, коллеги не в восторге от такой новости. Зато отношения с Бреди восстановлены. У Шарлотты другая проблема - слишком много свиданий. Начав активно участвовать в жизни своей синагоги, она вдруг понимает, что стала объектом внимания нескольких свах, которые устраивают ей свидания. Один из потенциальных женихов, правда, кажется вполне приятным, но Шарлотта отказывает и ему, поскольку до Гарри ему далеко. И вот, когда настроение у неё хуже не бывает, она сталкивается с самим Гарри. Шарлотта говорит Гарри, что любит его и ей все равно - поженятся они или нет. Она хочет просто быть с ним. Гарри говорит, что его это не устраивает и делает ей предложение. Шарлотта принимает его. У Саманты по обыкновению нет никаких проблем. Её забота о карьере Смита приносит свои плоды. Он становится знаменитым и популярным в городе. Однако сам Смит не очень рад всей этой рекламной шумихе. Да, она привлекла к нему внимание общественности, но работы по-прежнему нет. Саманта советует ему расслабиться и не нервничать по этому поводу. И оказывается права. Смита приглашают сниматься в фильме Гаса Ван-Сэнта. Кэрри пытается разобраться с тем, что происходит с Бергером. Биг по телефону предлагает ей совет. Вообще все выглядит так, что лучшим выходом из ситуации для Кэрри и Бергера будет расставание. Но они решают попробовать ещё раз. Однако ничего не получается. Бергер уходит, пока Кэрри спит. Утром она находит прощальную записку, приклеенную к монитору её ноутбука. |            |                                                                                |                   |                                  |                  |                     |
| 81 | 7          | «Записка всегда приклеивается дважды» «The Post-it Always Sticks Twice»        | Алан Тейлор       | Лиз Тучилло                      | 27 июля 2003     | 5.77                |
| Кэрри встречается с подругами за традиционным завтраком. На повестке дня две ошеломляющие новости. Хорошая: Шарлотта и Гарри помолвлены. Плохая: Бергер бросил Кэрри, написав прощальную записку на липкой бумажке Post-it (стикере). Чтобы помочь Кэрри развеяться, подруги решают пойти на открытие модного клуба «Постель». Шарлотта на седьмом небе от счастья по случаю помолвки. На её безымянном пальце красуется огромное кольцо (сделанное по образу того, которое Ричард Бартон подарил Элизабет Тейлор). И все идет прекрасно. Лишь одна мысль не даёт ей полностью раствориться в своём счастье. Она боится, что второй брак будет уже не таким важным и особенным для неё, каким был первый. Шарлотта говорит подругам, что свадьба будет скромной и им не придется играть роли подружек невесты. Миранда пребывает в депрессии. Однако есть приятные моменты и в её жизни. После многих месяцев изнурительно материнства, сопровождаемого тяжёлой работой, она может влезть в свои узкие джинсы, в которые не помещалась с 1985 года. Её уверенность в себе восстановлена. Мужчины обращают на неё внимание больше обычного. Карьера Смита шагает вперед семимильными шагами. Саманте нравится все, кроме отношения Смита к ней — он называет её своей девушкой. Саманта дарит ему солнцезащитные очки от Dior и советует говорить всем, что у него нет девушки, особенно когда будет выступать в передаче TRL на MTV. На открытии модного клуба Кэрри встречает друзей Бергера и, в качестве ответа на стикер, злословит в адрес бывшего бойфренда. В поисках марихуаны подруги пошли в ближайший бар. Саманта услышала в трансляции MTV слова Смита, что он «совершенно свободен», — её настроение от этого весьма портится. Саманта и Кэрри курят на улице травку. Пока Саманта отлучается на минуту, Кэрри пытается задержать полиция. В итоге полицейский под уговоры Миранды и демонстрацию прощального стикера выписывает штраф за курение в баре. Долгий и непростой день девушки заканчивают смеясь и совместно поедая мороженое. Шарлотта меняет своё мнение относительно свадьбы и просит подруг стать подружками невесты. |            |                                                                                |                   |                                  |                  |                     |
| 82 | 8          | «Улов» «The Catch»                                                             | Алан Тейлор       | Синди Чупак                      | 3 августа 2003   | 6.64                |
| Кэрри получает задание изучить новую забаву одиноких жителей Нью-Йорка - полёты на воздушной трапеции. Кэрри старается изо всех сил, но не может перебороть свой страх, хотя инструктор уверяет, что поймает её. После экстремальных развлечений Кэрри встречается с подругами в кафе и рассказывает, как все прошло. Неожиданно появляется Гарри и знакомит её со своим шафером. После долгих сомнений Кэрри решает провести ночь со своим коллегой по свадебной церемонии, но он оказывается весьма посредственным любовником и разочаровывает её. У Миранды и Стива по-прежнему все непросто. Стив без предупреждения заходит к ней вместе со своей подружкой Дебби. Миранда прячется под кровать (и устраивается рядом со своим котом), чтобы не встречаться с ними. Поразмыслив, она понимает, что не хочет видеть Дебби, потому что, познакомившись с ней, будет вынуждена признать, что у Стива есть другая. А этого ей делать не хочется. У Саманты тоже не все гладко. Как ни горько это признавать, ей приятно, что рядом есть Смит. Ей не хватает его, когда его нет рядом. Она понимает, что испытывает к молодому актёру вполне определённые чувства. И вот наступает день свадьбы Шарлотты и Гарри. Но, несмотря на все усилия, все идет наперекосяк. Во-первых, Гарри видит Шарлотту, когда та примеряет подвенечное платье, что очень её расстраивает. Объявление о свадьбе в газете Санди Таймс испорчено: на фотографии красуется огромное пятно типографской краски прямо на лице невесты. Во время церемонии Шарлотта умудряется пролить на себя вино. Гарри никак не может разбить бокал на счастье. Шафер (та самая неудача Кэрри) хриплым пьяным голосом произносит дурацкий тост. А Миранда случайно поджигает лист с поздравлениями молодым о свечу. Запланированный Шарлоттой идеальный день испорчен. Но Кэрри утешает её, напомнив, что свадьба с Треем прошла безупречно, а вот сам брак не удался. Её поддержка помогает невесте воспрять духом. Она перестает грустить и радуется тому, что впереди у неё много счастливых лет с Гарри. Кэрри решает ещё раз попробовать полёты на воздушной трапеции. Ей по-прежнему страшно, но подруги подбадривают её снизу. И она понимает: когда рядом такие друзья, у неё всегда есть страховочная сетка. |            |                                                                                |                   |                                  |                  |                     |
| 83 | 9          | «Право женщины на туфли» «Woman's Right To Shoes»                              | Тим Ван Паттен    | Дженни Бикс                      | 10 августа 2003  | 6.74                |
| Кэрри и Стэнфорд идут в гости к друзьям, Кире и Чаку. По прибытии они выясняют, что в доме Киры принято разуваться, даже если при этом нарушается целостность наряда, на подбор которого ушло немало сил. Вечер получается приятным, но когда Кэрри собирается покинуть его, выясняется, что кто-то украл её новенькие туфли от Маноло. Кира предлагает ей возместить утрату, но, узнав, что туфли стоили 485 долларов, теряет всякую решимость. И Кэрри уходит без обуви и без компенсации, да ещё и расстроенная. Она мучается сомнениями, правильный ли стиль жизни она избрала. Или лучше было бы стать такой традиционалисткой как Кира? У Миранды три отдельные проблемы: пустующая квартира в её доме, ветрянка у малыша Бреди и неуклонно нарастающая необходимость найти мужчину. По счастью, она встречает человека, который решает разом все две проблемы. Это доктор Роберт Лидс. Он собирается въехать в квартиру и помогает Миранде лечить Бреди. Она тоже подхватывает ветрянку, разумеется, Роберт лечит и её. Пока только лечит, но напряжение в воздухе между ними столь велико, что всем ясно: скоро их отношения перерастут в нечто большое, чем врач-пациент. Шарлотта и Гарри по-прежнему купаются в своём семейном счастье. Однако новоявленная жена сталкивается с первой проблемой: ей трудно смириться с некоторыми привычками мужа. Ей удается убедить его не оставлять где попало использованные чайные пакетики. Но вот привыкнуть к тому, что Гарри ходит дома совершенно голый, оказывается куда сложнее. Сначала Шарлотта ничего не говорит ему, но когда он плюхается голым задом на новый белый диванчик, чаша терпения Шарлотты переполняется. Гарри соглашается надеть трусы. Нелюбовь Саманты к шумным и невоспитанным детям возрастает, когда она приходит в модный ресторан. Веселый ребёнок шумит в своё удовольствие, а Саманте делают замечание за то, что она пытается поговорить по сотовому. Возмущённая такой несправедливостью, Саманта идет разбираться с малышом, но вместо цивилизованной беседы получает соусом в лицо. Кэрри пытается уладить недоразумение с Кирой, но прийти к соглашению им не удается.Тогда Кэрри объявляет о том, что выходит замуж...за саму себя. В числе «свадебных» подарков Кэрри получает от Киры новую пару туфель от Маноло взамен украденных. |            |                                                                                |                   |                                  |                  |                     |
| 84 | 10         | «Дежавю» «Boy, Interrupted»                                                    | Тим Ван Паттен    | Синди Чупак                      | 17 августа 2003  | 6.94                |
| Кэрри ждёт приятный сюрприз: ей звонит Джереми, с которым она встречалась в школе. Он приглашает её на ужин. Они встречаются, и становится понятно, что их чувства ещё не угасли, хотя прошло много лет. Все идет отлично до тех пор, пока Джереми не признается, что лечится в психиатрической больнице. Кэрри потрясена. Жаркое нью-йоркское лето сводит Саманту с ума. Она пытается получить членство в элитном клубе СоХо, в котором есть большой бассейн. По счастливой случайности она находит чужую членскую карточку и проникает в клуб под именем Анабелл Бронстейн, что её ничуть не смущает. Обман раскрывают, и Саманту выставляют на улицу Манхэттена, где по-прежнему душно и невыносимо. Доктору Лидсу нужна рекомендация жильца дома, чтобы ему позволили въехать в пустующую квартиру. Миранда с легкостью даёт ему её. И оказывается права на все сто. Добрый доктор Лидс приглашает Миранду на игру команды Никс. После игры девушка из группы поддержки открыто флиртует с ним. Миранде это не нравится. Она благодарит его за билет. А он говорит ей о своих чувствах. Наконец решена и третья проблема Миранды: у неё появился мужчина. В то время как личная жизнь Миранды устраивается, у бедного Стенфорда все идет наперекосяк. Он идет пообедать со своим новым другом Маркусом и встречает Шарлотту и Энтони. Энтони узнаёт Маркуса, который, оказывается, раньше работал мальчиком по вызову (и давал объявления в журнале Хончо под псевдонимом Поль). (Хончо - порнографический журнал для гомосексуалистов). Шарлотта неосторожно сообщает об этом Стенфорду. Бедняга ошарашен и тут же разрывает отношения с Маркусом. Позднее, встретив Стенфорда на ЛГБТ-вечеринке, Маркус пытается помириться. Они решают попробовать ещё раз. Кэрри приходит к выводу, что может смириться с тем, что Джереми проходит курс лечения в психиатрической больнице, и будет встречаться с ним. Она даже приходит к нему в больницу и обнаруживает, что из всех пациентов он самый нормальный. Джереми говорит ей, что его курс продлится ещё восемь или даже десять месяцев. Таким образом, серьёзных отношений у них получится не может. Однако Кэрри заключает, что этот разрыв был самым обдуманным и разумным в её бурной жизни. |            |                                                                                |                   |                                  |                  |                     |
| 85 | 11         | «Эффект домино» «Domino Effect»                                                | Дэвид Френкель    | Джули Роттенберг и Элиза Зурицки | 7 сентября 2003  | 6.69                |
| Биг вернулся в Нью-Йорк, но причина нерадостная: ему предстоит сделать ангиопластику (расширение сузившейся коронарной артерии). Кэрри огорчена до слёз такой новостью. Но слезами горю не поможешь. Навестив Бига после процедуры, она понимает: он навсегда останется в её сердце. Миранда мучается сомнениями: как лучше представить Стива своему новому бойфренду, доктору Лидсу. К счастью (или несчастью) все решается само собой, когда Стив входит в квартиру Миранды, застукав её и доктора в момент жаркой страсти. Через несколько дней Стив добавляет неловкости в их отношения с Мирандой, представив ей Дебби. Однако заметно, что чувства между ними ещё не угасли. Шарлотта случайно встречает приятельницу, Битси фон Маффлинг, которая беременна. Шарлотта понимает, что по-прежнему хочет иметь детей, и задумывается, не начать ли ей лечение. Битси рассказывает, что забеременела после курса акупунктуры замечательного доктора Мао. Шарлотта записывается на приём к чудо-целителю. После нескольких сеансов (где в неё втыкалось множество тоненьких иголочек), она обнаруживает, что не может сконцентрироваться должным образом, поскольку не в состоянии отрешиться от привычных шумов Нью-Йорка. В конце концов Шарлотта бросает лечение и пытается забеременеть без помощи восточной медицины. Отношения Саманты и Смита переходят в странную для Саманты фазу. Смит берёт её за руку, когда они идут по улице. Ошеломлённая Саманта чуть не падает в открытый люк. Смит признается, что любит её и впредь хочет всегда делиться с ней своими чувствами. Саманта нехотя принимает его признание, решив, что иногда можно и за руки подержаться, ничего в этом страшного нет. Кэрри звонит Бигу в больницу, чтобы справиться о его самочувствии, и к своему ужасу узнаёт, что он уже ушёл. Поддавшись первому порыву, она бросается в отель Фор Сизонз, чтобы навестить его. Чтобы поднять выздоравливающему настроение, Кэрри наряжается как продавщица сладостей и захватывает с собой две коробки домино. Однако после короткой беседы выясняется, что у Бига высокая температура. Под действием лихорадки он начинает откровенничать. Они с Кэрри задаются вопросом: почему они не вместе. Но на следующее утро, когда температура спадает, Биг становится снова закрытым и неприступным. Кэрри расстроена. Она понимает: жизнь слишком коротка, у неё нет времени ждать, пока Биг соизволит разобраться в своих чувствах. Даже несмотря на то, что она его любит. |            |                                                                                |                   |                                  |                  |                     |
| 86 | 12         | «Один единственный» «The One»                                                  | Дэвид Френкель    | Майкл Патрик Кинг                | 14 сентября 2003 | 7.65                |
| Кэрри и Шарлотта идут в галерею, где художница устроила инсталляцию (столь модный сейчас вид искусства) из самой себя в витрине, отказавшись при этом от еды и питья. В процессе осмотра экспозиции прославленный русский художник Александр Петровский замечает Кэрри, но, едва пересекшись с ней взглядом, исчезает в толпе, так что Кэрри даже не успевает обратить внимание Шарлотты на него. Однако, выходя из галереи, девушки сталкиваются с Александром, Шарлотта заводит с ним разговор. Он явно предпочитает Кэрри. Через несколько дней Александр звонит ей и приглашает на свидание. Кэрри соглашается. Гарри и Шарлотте удается воплотить свою мечту: она беременна. Однако счастье длится недолго: у неё случается выкидыш на сроке меньше месяца. Совершенно подавленная горем, Шарлотта не выходит из дома. Даже Кэрри, пришедшая подбодрить подругу, не в силах ей помочь. Она сидит как зомби перед телевизором и вдруг видит передачу о жизни Элизабет Тейлор. Стойкость и сила духа несокрушимой Лиз, но долю которой выпали нелегкие испытания, воодушевляют Шарлотту, заставляя встать, выйти на улицу и перестать прятаться от жизни. Роберт изумляет Миранду, подарив ей большое пирожное с надписью "я тебя люблю". Она не в состоянии ответить ему тем же (в смысле чувств). Миранда начинает беспокоиться, что вообще никогда не сможет сказать никому о том, что чувствует. Через несколько дней все собираются у Миранды, чтобы отметить день рождения малыша Бреди. Она по-прежнему несколько расстроена тем, что не может произнести заветные три слов, и вдруг к собственному удивлению говорит их Стиву. Он отвечает, что тоже любит её. Их отношения возобновляются. Но не только Бреди стал взрослее. После душа Саманта замечает у себя седой волос там и решает покрасить его, чтобы не было заметно. Эксперимент имеет неожиданный результат: мисс Джонс окрашивает все пространство в ярко-оранжевый цвет. Тогда Саманта поступает кардинально и сбривает все, сказав Смиту, что сделала это, чтобы ему было легче ориентироваться во время секса. После дня рождения Бреди, Кэрри идет на ужин с Александром в ресторан "Русский самовар". Они непринужденно беседуют, лишь иногда останавливаясь, чтобы преодолеть языковой барьер. После ужина они отправляются в галерею, чтобы проведать чудаковатую художницу в её добровольном заточении. Удостоверившись, что художница на месте, они идут гулять. Кэрри окончательно поддается очарованию Александра, и они страстно целуются на Нью-Йоркских улицах. |            |                                                                                |                   |                                  |                  |                     |
| 87 | 13         | «Пусть будет свет» «Let There Be Light»                                        | Майкл Патрик Кинг | Майкл Патрик Кинг                | 4 января 2004    | 6.36                |
| После длительных размышлений Кэрри решает, что пора переспать с Петровским, но опровергает предположение Шарлотты о том, что их отношения могут развиться во что-то серьёзное. Кэрри и Петровский проводят вместе сказочную ночь, но наутро её ждёт шокирующее открытие: его квартира служит ему ещё и офисом. А гостиная полна его сотрудников. Петровский угощает её чудесным завтраком, а Кэрри размышляет над вопросом: не стала ли она лишь ещё одной в долгой череде побед художника. Стив переезжает в квартиру Миранды, но воссоединившаяся пара сталкивается с новой проблемой: доктор Роберт Лидс никак не оставит их в покое. Он делает все возможное, чтобы усложнить жизнь Миранды. Что приводит её к мысли о том, что доктор ею одержим. Стив решает поговорить с Робертом, чтобы все уладить, и застаёт доктора в объятьях двух женщин. Стив решает не посвящать Миранду в тонкости увиденного и сообщает ей только, что проблема решена. Постепенно оправляясь от выкидыша, Шарлотта принимает решение посвящать часть свободного времени помощи слепым. Чтобы получше подготовиться к этой работе, Шарлотта просит Кэрри отвезти её в Барнис, где она намеревается надеть на глаза маску для сна от Бёрберри. Таким образом она хочет влезть в шкуру слепого человека. Её проводника Кэрри отвлекает телефонный звонок. И озлобленная Шарлотта остаётся одна посреди магазина. Прождав несколько минут, наполненных ужасом и страхом, Шарлотта снимает маску и отказывается от своих благотворительных планов. В отношениях Саманты и Смита наметились проблемы. Мисс Джонс начинает уставать от неопытности и от постоянных промахов молодого любовника в вопросах взаимоотношений. Её недовольство достигает пика на вечеринке Ричарда Райта. Саманта и её бывший любовник незаметно для всех ускользают с торжества и уединяются в гостиничном номера Райта. Это происшествие имеет неожиданное действие на Саманту. Она понимает, что чувства Смита искренни и чисты, а Ричарда привлекает только секс с ней. К концу вечера Смит и Саманта мирятся. Петровский возвращается из командировки из-за границы, и Кэрри приходит к нему в гости. После очередной ночи она понимает, что хотела бы видеть его не только любовником. Кэрри идет к нему в мастерскую, чтобы сообщить о разрыве. Но он говорит, что хотел бы более глубоких и серьёзных отношений с ней. Кэрри в шоке. Далее следуют проникновенные объятья и взгляд глаза в глаза. |            |                                                                                |                   |                                  |                  |                     |
| 88 | 14         | «Фактор „Фу“» «The Ick Factor»                                                 | Венди Станцлер    | Джули Роттенберг и Элиза Зурицки | 11 января 2004   | N/A                 |
| Отношения Кэрри и Александра продолжают развиваться. Но одно не даёт покоя мисс Брэдшоу. Александр склонен к грандиозным поступкам в доказательство своих чувств (включая декламацию стихов и сочинения любовных песен). А нашу слегка циничную жительницу Нью-Йорка это несколько шокирует. Когда он ведёт её на премьеру в Мэт, она буквально падает в обморок. Чтобы как-то поправить ситуацию, Петровский приглашает Кэрри в Макдоналдс, где они становятся самой элегантной парой за всю историю существования заведения. Стив и Миранда решают наконец пожениться, но клянутся, что не станут устраивать помпезной свадьбы. Однако оказывается, что скромное торжество не так-то просто устроить. И все же им это удается. Они находят скромный парк для проведения церемонии. Чтобы поддержать романтику отношений, Гарри ведёт Шарлотту в роскошный французский ресторан. Ужин великолепен, но вскоре молодожены понимают, что съели что-то не то и отравились. Вся романтика вечера разрушена. Гарри и Шарлотта по очереди бегают в туалет. Это, возможно, не самое приятное событие в их жизни, тем не менее позволяет им продемонстрировать искреннюю любовь и заботу друг о друге. Саманта видит свою фотографию в журнале In Touch и решает сделать пластику груди. Но во время осмотра хирург обнаруживает в её груди опухоль. Биопсия подтверждает худшие опасения: это рак. Саманта понимает, что у неё впереди тяжёлый период борьбы за жизнь. Наступает день свадьбы Стива и Миранды. Перед началом церемонии Саманта рассказывает Кэрри об опухоли. Она держится хорошо и просит подругу ничего не рассказывать остальным, чтобы не испортить праздник Миранды. Церемония удается на славу. Но во время банкета Шарлотта и Миранда узнают о секрете Саманты. Подруги сочувствуют ей и, конечно, готовы быть рядом и поддерживать её. |            |                                                                                |                   |                                  |                  |                     |
| 89 | 15         | «Уловка 38» «Catch 38»                                                         | Майкл Энглер      | Синди Чупак                      | 18 января 2004   | N/A                 |
| Петровский продолжает удивлять Кэрри своей открытостью. Он даёт ей ключи от квартиры. А ещё рассказывает, что у него есть дочь 22 лет по имени Хлоэ, которая живёт в Париже. Между делом он замечает, что больше детей иметь не хочет. А Кэрри задумывается: бросить или нет мужчину ради возможности иметь ребёнка в будущем, ведь неизвестно, захочет ли она сама детей. Саманта продолжает лечение. Ей очень тяжело, да ещё доктор, сам того не желая, причиняет ей боль, говоря, что у бездетных женщин риск возникновения рака груди гораздо выше. Саманта решает, что нужно найти врача-женщину. Но к лучшему специалисту, доктору Макэндрю, очередь на месяцы вперед. Она пытается попасть к ней на приём, называя имена влиятельных людей, но у неё ничего не получается. К счастью выясняется, что секретарша Макэндрю обожает Смита. Его имя помогает Саманте наконец попасть в список пациентов популярного доктора. Миранда и Стив наслаждаются радостями медового месяца. Но Миранде, оказывается, немного сложно расслабиться в обстановке полного отрыва от цивилизации, выбранной её новоиспечённым мужем. Отсутствие телевизора, радио и прочие неудобства (наряду с бушующим темпераментом Стива) сводят её с ума. Пока они отдыхают, Бреди поручен заботам Шарлотты и Кэрри. Кэрри наслаждается общением с малышом, но для Шарлотты обязанности няньки оборачиваются стрессом. Она срывается, когда Бреди случайно становится свидетелем постельной сцены между ней и Гарри. Но Миранде удается успокоить подругу. Кэрри говорит Александру, что однажды может захотеть родить ребёнка. Она понимает, что не хочет расставаться с ним, и все же боится, что это может рассорить их. Александр отвечает, что хочет быть с ней и в будущем, но дети ему не нужны. Они обнимаются, оставив проблему нерешённой. Чувства Кэрри к Александру становятся все сильнее. |            |                                                                                |                   |                                  |                  |                     |
| 90 | 16         | «Из огня да в полымя» «Out of the Frying Pan»                                  | Майкл Энглер      | Дженни Бикс                      | 25 января 2004   | 6.94                |
| Вместо обычной прогулки по Манхэттену Петровский убеждает Кэрри поужинать у неё дома. Все проходит замечательно, пока по кухонному столу не пробегает мышь. Кэрри поднимает крик, и Петровский её (мышь) убивает. Позже они беседуют о Саманте и её раке, и Петровский шокирует Кэрри рассказом о своей подруге, которая умерла от рака, что заставляет Кэрри понять всю суровость ситуации с Самантой. Кэрри не нравится чёрно-белая точка зрения Петровского, и они несколько отдаляются друг от друга... Лечение Саманты проходит успешно, единственный отрицательный момент — её волосы начинают выпадать, что выводит её из себя, особенно в свете предстоящей премьеры у Смита. Поход в магазин париков заканчивается неудачно, так как ничто не может подойти Саманте, чтобы она выглядела неотразимо. Она решается обрить голову. В доказательство того, что рыцарство не умерло, Смит также бреет себе голову. Попытки Шарлотты забеременеть безуспешны, и, чтобы избежать постоянных дум на эту тему, она начинает бегать в парке, где однажды встречает Труди Сторк и её королевского спаниеля - участницу собачьих выставок с очень длинной кличкой. Шарлотта практически влюбляется в собаку, и Труди, видя как они нравятся друг другу, отдаёт собаку Шарлотте. Быстрая смена имени на Элизабет Тейлор Голденблатт доказывает, что собака теперь — новый член семьи Шарлотты. Миранда со Стивом понимают, что их квартира недостаточно велика для их семьи и няни, так что Стив уговаривает Миранду переехать в Бруклин, где можно купить дом. Покинуть Манхэттен для Миранды — очень непростое решение, однако она понимает, что покупка дома — очень правильное действие для семьи, и после некоторых колебаний подписывает договор о покупке дома. После очередного вторжения мыши в квартиру Кэрри она звонит Петровскому и просит решить эту проблему. Они начинают разговаривать, приходят к пониманию, что снова их сближает. |            |                                                                                |                   |                                  |                  |                     |
| 91 | 17         | «Холодная война» «The Cold War»                                                | Джулиан Фарино    | Ори Уоллингтон                   | 1 февраля 2004   | 4.43                |
| На Нью-Йорк обрушиваются холода, а отношения между Кэрри и Александром разгораются с каждым днём. Несколько дней кряду они проводят в его квартире, отчего Кэрри не может общаться с подругами так много, как раньше. Она задумывается, есть ли у неё с Александром что-то общее. Они никогда не говорят о работе, хотя у него намечается выставка в Париже. Когда Кэрри наконец возвращается домой, на автоответчике её ждут тонны сообщений. И все от Бига. Она без сожаления стирает их с довольным видом. Саманта, приобретшая большую коллекцию париков, огорчена нарастающими слухами о том, что Смит – гей. Чтобы опровергнуть их, неутомимая Саманта записывает на камеру жаркую постельную сцену между ней и Смитом. Плёнка попадает в прессу, и теперь сексуальные предпочтения Смита (да и Саманты) становятся известны всем и больше не вызывают сомнений. Шарлотта вместе со своим спаниелем по кличке Элизабет Тейлор решает принять участие в телесоревнованиях для собак и их хозяев. Поначалу все идет не очень хорошо, но в конце концов Элизабет получает первый приз, по большому счёту благодаря благосклонности судьи к Шарлотте. Гарри и Шарлотта ведут питомицу в парк, чтобы отпраздновать победу. Постоянный беспорядок в доме Стива и Миранды в Бруклине начинает действовать ей на нервы. Хотя Стив беспрестанно что-то мастерит, Миранда пользуется любой возможностью убежать обратно на Манхэттен. После непростой ночи, проведённой с подругами, она возвращается домой и обнаруживает, что Стив установил ей беспроводной Интернет, чем очень её радует. Кэрри уговаривает Александра пойти на встречу с её подругами. Он соглашается, но не приходит из-за большого объёма работы. Кэрри приводит Саманту, Шарлотту и Миранду в мастерскую Петровского, чтобы их познакомить, но он выставляет их за дверь, потому что огни мешают ему творить. Кэрри остаётся и обнаруживает, что у Александра просто случился приступ страха из-за надвигающейся выставки в Париже. Они говорят о его работе до утра. |            |                                                                                |                   |                                  |                  |                     |
| 92 | 18         | «Всплеск» «Splat»                                                              | Джулиан Фарино    | Дженни Бикс и Синди Чупак        | 8 февраля 2004   | 4.83                |
| Наконец Кэрри удается свести воедино Александра и своих подруг. Он устраивает ужин для неё и её близких. Вечер проходит прекрасно, но все же в воздухе висит напряженность. Необдуманный комментарий Саманты (относительно её вибратора) вызывает некоторое недоумение Петровского. Но ещё большее удивление вызывает его заявление о том, что Кэрри будет жить с ним в Париже. Хотя его уверенность преждевременна (он предложил Кэрри переехать к нему прямо перед началом вечеринки), всем ясно, что она всерьёз обдумывает такую возможность. Шарлотта и Саманта шокированы. Миранда воспринимает новость с меньшим ужасом. Принятие решения о переезде через океан откладывается. Кэрри и Александр идут на вечеринку к Энид Фрику, её редактору из журнала «Вог». Энид просит Кэрри познакомить её с одним из друзей Александра, Мартином Греблом, ресторанным критиком, а потом переключается на самого Петровского. Но Кэрри быстро остужает её интерес к нему. Так же на вечеринку приходит Лекси Фезерстон, старая знакомая Кэрри. Ей уже 40, но в душе она осталась 25-летней девушкой. Обругав всех гостей, девушка произносит: «Мне до смерти скучно». Потом подходит к окну, случайно спотыкается и падает вниз. Нелепая смерть Лекси заставляет Кэрри остановиться и задуматься о своей жизни. у всех её подруг произошли серьёзные изменения в судьбе. Миранда вышла замуж и уехала в Бруклин. Шарлотта вышла замуж и возится со щенками. У Саманты наконец возникли долгие стабильные отношения. Кэрри хочет понять, не стоит ли и ей что-то изменить. Она принимает предложение Александра переехать в Париж. На похоронах Лекси Кэрри сообщает подругам о своём решении. Саманта и Шарлотта поддерживают её. Миранда колеблется. Кэрри идет прогуляться с ней, и Миранда признается, что ей не нравится Петровский. Кэрри этим расстроена. Она уходит от подруги готовиться к новому повороту своей жизни. |            |                                                                                |                   |                                  |                  |                     |
| 93 | 19         | «Американка в Париже, часть первая» «An American Girl In Paris (Part Une)»     | Тим Ван Паттен    | Майкл Патрик Кинг                | 15 февраля 2004  | 6.14                |
| Выбегая из дома на прощальный вечер с подругами, Кэрри натыкается на Бига. Тот пытается сказать ей, что совершил ошибку, что он и она... Кэрри ясно даёт ему понять, что нет никаких «он и она», что он не имеет права снова испортить ей жизнь и просит забыть её имя и телефон. Приехав в Париж, Кэрри встречается с Петровским и его дочерью Хлои. Видно, что Хлои совсем не приветствует увлечение отца. Посетив в течение недели все музеи по два раза, Кэрри начинает скучать — Петровский проводит больше времени на выставке, чем она ожидала. Кэрри решает пойти по магазинам, в первом же, Диоре, поскальзывается, падает, её сумочка раскрывается, и все содержимое вылетает на пол. Придя домой, Кэрри выясняет, что потерялось её любимое ожерелье с именем «Кэрри», которое она носила в сумочке. Расстроенная Кэрри звонит Миранде и рассказывает, как ей сложно в Париже, как она не понимает языка, скучает по подругам, потеряла ожерелье и вообще начинает сравнивать Петровского с Бигом. В это время Саманту выбрали выступать с речью на благотворительном ужине, посвящённом исследованиям рака груди. Саманта заготовила внушительную речь, но прямо посередине, измученная приливами, вызванными химиотерапией, она просто срывает с головы парик и заявляет, что все они (женщины с раком груди) достойны медали. Зал аплодирует, большинство женщин следует её примеру и также снимают парики. Шарлотта и Гарри решают усыновить ребёнка, но понимают, что их ждёт долгий процесс оформления необходимых документов. Шарлотта приходит в квартиру Кэрри забрать её почту. Раздаётся телефонный звонок, срабатывает автоответчик, и голос Бига говорит, что он так больше не может, что он... любит Кэрри. Шарлотта поднимает трубку и устраивает с ним встречу, на которую приходят так же Саманта и Миранда. Втроем они решают, что Биг просто обязан поехать в Париж и вернуть Кэрри. В Париже за ужином в ресторане Петровский дарит Кэрри бриллиантовое ожерелье взамен утерянного. Приходят его друзья и начинают что-то обсуждать, естественно, на французском. Кэрри, кажется, начинает понимать, что она в Париже явно лишняя... |            |                                                                                |                   |                                  |                  |                     |
| 94 | 20         | «Американка в Нью-Йорке, часть вторая» «An American Girl In Paris (Part Deux)» | Тим Ван Паттен    | Майкл Патрик Кинг                | 22 февраля 2004  | 10.62               |
| Петровский по просьбе своей бывшей жены организовывает их встречу с Кэрри, но сам в последний момент звонит и говорит, что не может прийти — задерживается на подготовке своей выставки. Кэрри чувствует себя несколько неловко, сидя за столом с экс-женой своего бойфренда. Джулиетт расспрашивает про их отношения и по ходу беседы заявляет, что в их браке она просто устала от его обещаний что-либо сделать «как только, так сразу». Петровский и Кэрри решают провести утро вместе, гуляя по Парижу, но ему звонят и срочно вызывают на выставку. Он уходит, а Кэрри одна гуляет по городу. В одном из книжных магазинов она видит свою книгу, переведённую на французский. Тут же находятся фанаты, которые узнают её и предлагают устроить вечеринку в её честь. Позже Кэрри восторженно делится своей радостью с Петровским и просит его пойти с ней, но он, как всегда, будет занят на выставке. Шарлотта и Гарри встречаются с парой, ещё не рождённого ребёнка которой они готовы усыновить, но те в последний момент принимают решение не отдавать ребёнка на усыновление. Гарри очень расстроен, и Шарлотта вынуждена успокаивать его словами, что у них ещё обязательно будет ребёнок, Бог не забыл про них. Мать Стива, кажется, впадает в маразм, никого не узнавая и не будучи в состоянии приготовить себе еду или убрать за собой. Стив собирается нанять ей сиделку, но Миранда предлагает, чтобы она переехала жить к ним. Саманта на фоне лечения совсем не испытывает сексуального желания. Смит должен ехать в Канаду на съёмки фильма, где он играет какого-то варвара, и Саманта уговаривает его заняться там с кем-нибудь сексом. Он категорически против, мотивируя это тем, что Саманта — как дерево зимой, то, что на дереве нет листьев, не означает, что оно умерло. Весной оно снова оживет. Из Канады он посылает ей ещё не распустившиеся цветы и записку, что он будет ждать весны. Саманта растрогана, звонит ему и просит не делать того, о чём она его просила, если, конечно, он этого ещё не сделал. Кэрри собирается на встречу с поклонниками её творчества, Петровский - на открытие своей выставки, но кажется, что он подавлен, боится неудачи и просит Кэрри пойти с ним. Она соглашается. На выставке все поздравляют Петровского с успехом и он, восторженный, совсем забывает про Кэрри. Она скромно сидит в углу на скамейке и скучает. От скуки она роется в сумочке и в дыре в подкладке находит потерянное ожерелье. Счастливая, Кэрри решает, что просто обязана встретиться с ждущими её поклонниками, убегает с выставки, но, не сумев сразу поймать такси, опаздывает — все уже разошлись... Дома у них с Петровским происходит разговор. Она жалуется, что так не может дальше продолжаться, что он не может её вот так оставлять на целый день одну, что она оставила в Нью-Йорке работу, друзей, да что там, всю жизнь! Он даёт ей понять, что он не собирается меняться, что он - то, что он есть, что она должна была об этом знать раньше и что как только выставка откроется, так сразу у него будет чуть побольше времени. Тогда и Кэрри говорит ему, что она — то, что она есть, что она в этой жизни ждёт огромной, всепоглощающей любви, когда двое просто не могут прожить друг без друга, и ей очень жаль, что она не нашла эту любовь в Париже. Петровский не хочет дальше обсуждать эту тему и идет в душ. Кэрри пытается его остановить, он, пытаясь оттолкнуть Кэрри, попадает ей прямо по щеке. От неожиданности Кэрри задевает подаренное им бриллиантовое ожерелье, и оно разрывается, бриллианты сыплются прямо в корсет Кэрри. Кэрри забирает свой пиджак и сумочку, целует на прощанье Петровского и уходит. На ресепшене она пытается на своём французском объяснить, что ей нужна отдельная комната, попутно выковыривая бриллианты из корсета. Один падает на пол, Кэрри нагибается его поднять, а когда встает, видит Бига. Он спрашивает, как её дела, а она начинает истерически рыдать, попутно рассказывая, как тут все плохо, как она разочарована, как поругалась с Петровским и он её нечаянно ударил. Разъярённый, Биг заявляет, что «надерет этому русскому задницу» и бежит в его номер. Кэрри пытается его остановить, ставит ему подножку, оба падают на пол и начинают смеяться. Позже, гуляя по ночному Парижу, Биг признается ей в любви и говорит, что она — та самая единственная женщина, которую он искал, только это заняло очень долго, чтобы это понять. Кэрри говорит, что скучает по Нью-Йорку и просит Бига увезти её из Парижа. В Нью-Йорке Шарлотта и Гарри получают письмо из Китая с докуменами на удочерение китайской девочки и её фотографию, взглянув на которую, Шарлотта говорит, что вот он, их ребёнок! Миранда заботится о матери Стива, а у Саманты и Смитта, вернувшегося из Канады, наступает весна в отношениях. Кэрри возвращается в Нью-Йорк и встречается с подругами. Позже ей звонит Биг и говорит, что он выставил на продажу свой дом в Калифорнии и возвращается в Нью-Йорк навсегда. Кэрри счастлива. |            |                                                                                |                   |                                  |                  |                     |

## Интересные факты
- Ресторан «Русский самовар», куда Петровский водил Кэрри на первое свидание, существует в действительности и принадлежит Михаилу Барышникову, который сыграл Александра.
- Имя официанта Джерри (Смита) Джерада является намеком на псевдоним известного порнорежиссёра 1970-х Джерарда Дамиано, под которым он появляется в начальных титрах своего самого знаменитого фильма «Глубокая глотка».